# Marina (Croàcia)
Marina és un poble de Croàcia del comtat de Split-Dalmàcia. El 2011 tenia 4.595 habitants, el 97,6% dels quals eren croats. Comunica amb l'Autopista de l'Adriàtica (D8).